# Đỗ Thị Tùng
Đỗ Thị Tùng (chữ Hán: 杜氏松; ? – 1840), còn có húy là Bí, phong hiệu Thất giai Quý nhân (七階貴人), là một thứ phi của vua Minh Mạng nhà Nguyễn trong lịch sử Việt Nam.

## Tiểu sử
Quý nhân Đỗ Thị Tùng nguyên quán ở làng Trầm Bái, xã Dương Xuân Thượng, huyện Hương Thủy, tỉnh Thừa Thiên. Cha của bà là ông Đỗ Văn Thạch, được truy tặng chức Hiệu úy. Không rõ năm sinh năm mất cũng như thời gian bà vào hầu vua Minh Mạng. Ngoài bà Tùng, hai người em gái khác của bà cũng được nhập cung, là Quý nhân Đỗ Thị Tâm cùng Tài nhân Đỗ Thị Cương, trong đó bà Đỗ Thị Tâm, em cùng mẹ với bà, sinh năm 1804.
Bà Đỗ Thị Tùng qua đời trong năm Minh Mạng, tước vị khi mất chỉ là Mỹ nhân. Căn cứ theo Khâm định Đại Nam Hội điển sự lệ, trong năm Minh Mạng thứ 21 (1840), trước lập Ý Thục từ nhưng không có bài vị của bà, sau đó ít lâu lại đưa vào, và hoàng tử Miên Phong bị phạt vì ăn chơi trong thời gian có tang (năm 1841), có thể tạm đoán bà mất trong năm 1840. Sau khi qua đời, Mỹ nhân Đỗ Thị Tùng được ban thụy là Đoan Ý (端懿).. Không rõ bà được truy phong Quý nhân vào năm nào. Mộ của bà Quý nhân ngày nay tọa lạc tại phường Phường Đúc (Huế), gần lăng của con trai bà là Tân Bình Quận công Miên Phong.

## Hậu duệ
Bà Quý nhân Đỗ Thị Tùng chỉ sinh cho vua Minh Mạng được một người con trai, là Tân Bình Quận công Nguyễn Phúc Miên Phong (16 tháng 5 năm 1824 – 30 tháng 10 năm 1860), hoàng tử thứ 27 của nhà vua.